# Peña Centenera
Peña Centenera är en bergstopp i Spanien.   Den ligger i provinsen Provincia de Madrid och regionen Madrid, i den centrala delen av landet, 70 km norr om huvudstaden Madrid. Toppen på Peña Centenera är 1 794 meter över havet, eller 155 meter över den omgivande terrängen. Bredden vid basen är 2,7 km.
Terrängen runt Peña Centenera är huvudsakligen kuperad.  Trakten runt Peña Centenera är nära nog obefolkad, med mindre än två invånare per kvadratkilometer. Närmaste större samhälle är Buitrago del Lozoya, 19,8 km väster om Peña Centenera. I omgivningarna runt Peña Centenera växer i huvudsak barrskog.